# يو إف سي ليلة القتال: تومسون ضد تيل
يو إف سي ليلة القتال: تومسون ضد تيل (بالإنجليزية: UFC Fight Night: Thompson vs. Till)‏ هو حدث لفنون القتال المختلطة نظمته يو إف سي، أُقيم في 27 مايو 2018، على إيكو أرينا في ليفربول، إنجلترا.